# Gillian Carnegie
Gillian Carnegie (* 1971 in Suffolk) ist eine britische Künstlerin. Sie hat einen B.A. Hons. in Fine Arts der Camberwell School of Art und einen Master in Malerei des Royal College of Art. Gillian Carnegie lebt und arbeitet in London.
2005 wurde Carnegie für den renommierten Turner Preis nominiert und galt als Favoritin. Ihre Nominierung wurde in der britischen Presse teils mit einiger Ironie bedacht. So titelte der Daily Telegraph: „Turner Prize shocker: the favourite is a woman who paints flowers. Whatever next?“ Den Preis gewann schließlich Simon Starling.

## Werk
Gillian Carnegies Werke orientieren sich sowohl an klassischen Genres wie Stillleben, Landschaftsmalerei und Aktstudien, als auch an abstrakten und monochromen Darstellungstechniken. Ihre Bilder führt Carnegie vorwiegend in Öl auf teils verschiedenen Bildträgern aus (Leinwand, Holz, Papier, Leinen) und wendet dabei u. a. das Impasto-Verfahren an, bei dem mehrere Schichten Farbe so übereinander gelegt werden, dass die Gemälde sehr plastisch, ja geradezu dreidimensionale Wirkungen entfalten. Neben Öl arbeitet Carnegie auch mit Kohle oder fertigt Radierungen an. Viele ihrer Werke bilden Serien, die das gleiche oder ähnliche Motive in variierenden Darstellungen präsentieren.

## Ausstellungen

### Einzelausstellungen (Auswahl)
- 2013 Galerie Gisela Capitain, Köln, April
- 2011 Andrea Rosen Galley, New York, 29. Januar bis 5. März
- 2009 Cabinet Gallery, London, 24. September bis 31. Oktober
- 1999 Cabinet Gallery, London

### Gruppenausstellungen (Auswahl)
- 2013 Tate Gallery, London, Painting Now. Five Contemporary Artists, 12. November 2013 bis 9. Februar 2014
- 2013 Tate Britain, London, Looking at the View, 12. Februar bis 2. Juni
- 2012 Abbot Hall Art Gallery, Cumbria, Francis Bacon to Paula Regio, 23. Juni bis 16. September
- 2009 Museum Morsbroich, Leverkusen, Slow Paintings, 24. November bis 7. Februar
- 2009 Los Angeles Museum of Contemporary Art, Collection: The First Thirty Years, 15. November 2009 bis 3. Mai 2010
- 1999 Contemporary Fine Arts, Berlin, Scorpio Rising
- 1997 The Kitchen, London, Honky Tonk